# Warrior (Wrestler)
Warrior (* 16. Juni 1959 in Crawfordsville, Indiana, als James Brian Hellwig; † 8. April 2014 in Scottsdale, Arizona) war ein US-amerikanischer Wrestler. Er wurde insbesondere als The Ultimate Warrior in der World Wrestling Federation bekannt. Hellwig änderte seinen bürgerlichen Namen 1993 in „Warrior“.

## Leben

### Die Anfänge (1985 – 1987)
Warrior begann seine Karriere 1985 unter dem Namen Jim „Justice“ Hellwig in der mit einem Bodybuilding-Gimmick versehenen Gruppierung Powerteam USA innerhalb der Continental Wrestling Association. Er war einer von zwei Wrestlern der aus vier Männern bestehenden Gruppe, die den Durchbruch im Wrestling schafften; bei dem anderen handelt es sich um Steve Borden, der später unter dem Ringnamen Sting große Popularität erlangte. Zusammen mit Borden bildete Warrior anschließend das Tag Team The Freedom Fighters, das nach kurzer Zeit in The Blade Runners umbenannt wurde; Warrior nahm gleichzeitig den Ringnamen Blade Runner Rock an. Anfang 1986 wechselten beide gemeinsam zur UWF, doch nach wenigen Monaten verließ Warrior die Promotion wieder. Für kurze Zeit kam er anschließend in die WCCW und erhielt als Dingo Warrior die dortige Texas Championship. New Japan Pro-Wrestling wurde auf ihn aufmerksam und wollte ihn als übermächtigen Bösewicht vermarkten, jedoch nahm Warrior stattdessen ein Angebot der World Wrestling Federation an. New Japan nahm daraufhin den aus der AWA stammenden Leon White unter Vertrag und gab ihm das ursprünglich für Warrior vorgesehene Gimmick des Big Van Vader.

### World Wrestling Federation (1987 – 1996)

#### Die Erfolgreichen Jahre (1987 – 1991)
In der WWF trat er ab 1987 unter dem Namen The Ultimate Warrior auf. Man stellte ihn als dynamischen, nahezu hyperaktiven Wrestler mit ausgefallener Gesichtsbemalung dar. Den Einfall für den Namen hatte der ehemalige Kollege Davey Boy Smith. Dies bestätigte Warrior selbst in einem „Sit-Down-Interview“ für seine erste mit der WWE gemeinsam organisierte DVD/Blu-ray Disc „The Ultimate Collection“. In seiner ersten Zeit wurde ihm Hercules Hernandez als Gegner zur Seite gestellt, um ihn beim Publikum zu platzieren. Warriors erster Wrestlemania-Auftritt fand in Atlantic City und der Wrestlemania IV gegen Hercules statt. Im Anschluss wurde er gegen den Manager Bobby „The Brain“ Heenan in den Komik-behafteten „Weasel-Suite-Matches“ eingesetzt, in denen der Manager nach einem Sieg in ein Wieselkostüm gesetzt wurde. Nachdem Warrior durch Auftritte wie diese in der Folgezeit beim Publikum gut ankam und immer mehr in der Gunst der damaligen WWE-Führung stieg, gewährte man ihm einen Auftritt in der neugeschaffenen Großveranstaltung Summer Slam. Beim SummerSlam 1988, ausgetragen im Madison Square Garden, durfte er den Honky Tonk Man innerhalb von 31 Sekunden besiegen und erhielt somit den Intercontinental-Champion-Titel. Ein Jahr später folgte bei der gleichen Veranstaltung seine zweite Titelregentschaft, nachdem er Rick Rude, welcher ihm den Titel zuvor abgenommen hatte, besiegen durfte.
Knapp ein weiteres Jahr später trafen das bisherige Zugpferd der Liga Hulk Hogan und Warrior bei der Großveranstaltung WrestleMania VI aufeinander. Zum ersten Mal in einem Wrestlemania-Hauptkampf standen sich zwei Publikumslieblinge und Titelträger gegenüber. Warrior durfte dieses Match gewinnen und somit die WWF Championship erhalten, hatte dafür aber die Intercontinental Championship abzulegen. Obwohl Warrior bei den Fans sehr beliebt war, stand er jedoch immer noch im Schatten des vorherigen Titelträgers Hulk Hogan, welcher auch nach dem Titelwechsel weiter in die Handlung um den Warrior eingebunden wurde. Und so musste er den Titel bei der Veranstaltung Royal Rumble 1991 an Sgt. Slaughter abgeben. Der Warrior wurde dabei in eine Fehde mit Randy Savage verwickelt, welche in einem „Karriereende-Kampf“ in WrestleMania VII mündete. Dort konnte der Warrior gewinnen und zwang laut Skript den Macho Man zum Rücktritt aus dem Wrestling. Der Ultimate Warrior erlangte dadurch zusätzliche Beliebtheit im Fanlager der WWE, was die Verantwortlichen ausnutzten und den Warrior in eine Fehde gegen den Neuling Undertaker einsetzten. Dies sollte dem Neuling zugutekommen und ihm einen ersten großen Karriereschub geben. Das Programm wurde nicht lange geführt, obwohl es gut bei den Anhängern der WWF ankam. Der Plan, den Warrior wieder an die Spitze der Organisation zu stellen, scheiterte, nachdem es zu Vertragsstreitigkeiten zwischen ihm und der Führung der WWF kam, so dass der Warrior nach dem Summer Slam 1991 die WWF verließ.

#### Erste Rückkehr (1992)
Nur wenige Monate später engagierte WWF-Besitzer Vince McMahon ihn erneut. Seine Rückkehr gab Warrior bei WrestleMania VIII im Jahr 1992, als er Hulk Hogan in dessen Match unterstützte. Im Oktober wollte die WWF Warrior erneut zum Champion machen, indem er Ric Flair besiegen sollte. Jedoch erschien er nicht zur Show, und so entschied man sich für Bret Hart. Bereits zu diesem Zeitpunkt zeichnete sich erneut ab, dass das Arbeitsklima zwischen der WWF und Warrior schlecht war. Die Zusammenführung mit Randy Savage unter dem Teamnamen Ultimate Maniacs, um gegen Ric Flair zu fehden, bleibt nicht lange bestehen, so dass er Warrior kurz vor der Survivor Series 1992 erneut entlassen wird.

#### Zweite Rückkehr und die letzten Auftritte für die WWF (1996)
1996 kehrte Warrior bei WrestleMania XII abermals überraschend in die WWF zurück und durfte in seinem ersten Match den späteren Top-Star Hunter Hearst Helmsley in nur wenigen Sekunden besiegen. Nach dem vorangegangenen Steroidskandal in der WWF war er nun deutlich erschlankt. Nach sehr kurzen Fehden gegen Goldust und Jerry Lawler nahm sich Warrior eine Auszeit. Einige Zeit später wurde er erneut entlassen.

### World Championship Wrestling (1998)
Warrior wurde 1998 von World Championship Wrestling verpflichtet. Dort führte er ein Fehdenprogramm gegen Hulk Hogan und dessen Gruppierung New World Order, welches an die Erfolge von ihrem ersten Aufeinandertreffen in der WWF anknüpfen sollte. Die Fehde konnte die hohen Erwartungen seitens der WCW nicht erfüllen, da der Warrior einen fatalen Fehler beging: Er spielte in einem Interview-Segment die Bedeutung des geplanten Fehdenprogramms gegenüber jenem aus der WWF herunter. Im darauffolgenden Jahr trat Warrior vom aktiven Wrestling zurück.

### Independent (2008)
Am 19. April 2008 kehrte Warrior, nach einer Pause von 10 Jahren, zum professionellen Wrestling zurück und bestritt am 25. Juni 2008 für Nu-Wrestling Evolution ein Match gegen Orlando Jordan in Barcelona, in welchem er diesem dessen NWE Heavyweight Titel abnehmen durfte. Da dies für Warrior eine einmalige Rückkehr in das Wrestlinggeschäft war, gab er den Titel darauf wieder ab.

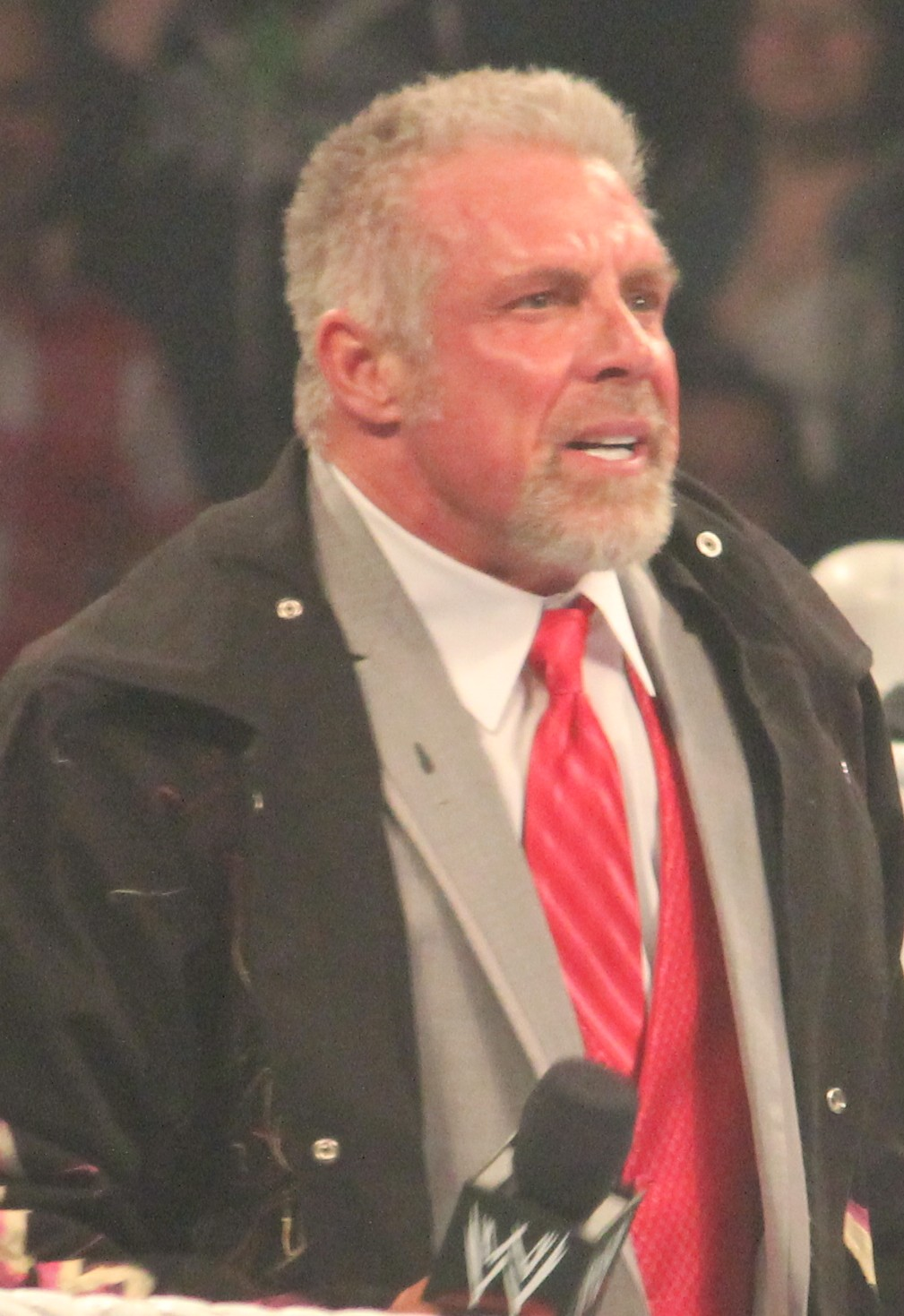
Warrior bei seinem letzten öffentlichen Auftritt einen Tag vor seinem Tod

### Letzte Auftritte für WWE und Tod (2013 – 2014)
Am 5. April 2014 wurde Warrior in die WWE Hall of Fame aufgenommen und bestritt einen Tag später einen kurzen Auftritt bei Wrestlemania XXX. Einen Tag vor seinem Tod hatte er einen letzten Auftritt bei RAW. Am 8. April brach er gegen 17:50 Uhr Ortszeit vor einem Hotel in Arizona zusammen. In einem naheliegenden Krankenhaus konnte nur noch sein Tod festgestellt werden. Bei der Obduktion wurde schließlich ein Herzinfarkt infolge einer Arteriosklerose festgestellt.

#### Der Warrior Award
Dem Warrior zu Ehren wurde in den Hall of Fame-Veranstaltungen der WWE der Warrior Award eingeführt, für Personen, die eine gesellschaftlich wertvolle Arbeit im Kampf gegen erworbene oder angeborene gesundheitliche Einschränkungen leisten oder ehrenamtlich soziale Organisationen gründen und somit wirkungsvoll Erkrankungen und soziale Projekte öffentlichkeitswirksam darstellen. Jährlich wird dieser Preis von der Witwe des Warrior, Dana Warrior, übergeben.

### Außerhalb des Wrestlings
Der gelernte Chiropraktiker Warrior begann bereits im Alter von elf Jahren mit Bodybuilding, sein leiblicher Vater verließ die Mutter mit 5 Kindern, als er zwölf war. Er gewann einige Bodybuilding-Wettbewerbe, darunter 1984 den Titel „Mr. Georgia“ der Amateure. Er war von 1982 bis 1991 mit Shari Lynn Tyree verheiratet. Zuletzt lebte er mit seiner zweiten Ehefrau Dana und seinen beiden Töchtern in Santa Fe und trat seit seinem Rücktritt vor allem durch konservative Kommentare und Vorträge in Erscheinung, in denen er z. B. linksorientierte Politik und Homosexualität heftig kritisierte.
James Brian Hellwig ließ 1993 seinen Namen in Warrior umändern, um seinen Gimmick-Namen auch außerhalb der WWF vermarkten zu können. Zuvor hatte er in Gerichtsverhandlungen gegen die WWF das Recht an den Kostümen, Gesichtsbemalungen und Verhaltensweisen sowie auch am Namen „Ultimate Warrior“ zugesprochen bekommen. Dies wird am Ende der DVD The Self-Destruction of the Ultimate Warrior (dt. „die Selbstzerstörung des Ultimate Warrior“), die die WWE 2005 veröffentlichte, ersichtlich: „Ultimate Warrior is a trademark of Ultimate Creations.“, womit Warriors Firma gemeint ist. Ursprünglich sollte eine Retrospektive seiner Karriere mit Warriors Unterstützung produziert werden, doch als er dies ablehnte, entschied die WWE, die DVD ohne ihn zu produzieren. Die DVD besteht aus Videodokumentationen seiner wichtigsten Szenen und Stellungnahmen zu seiner Karriere.
Warrior versteigerte von ihm getragene Wrestlingkleidung auf Ebay. Ein von ihm getragener Umhang wurde für über 1500 US-$ versteigert.
Am 3. Juli 2007 trat der Warrior in der US-Show Hannity & Colmes auf und äußerte sich zu der Drogendiskussion im Wrestling und zur Tragödie um Chris Benoit.

## Erfolge
National Wrestling Alliance
- 1 × NWA Texas Heavyweight Champion

Nu-Wrestling Evolution
- 1 × NWE Heavyweight Champion

World Class Championship Wrestling
- 1 × WCCW Tag Team Champion (mit Lance von Erich)

World Wrestling Entertainment
- 1 × WWF Champion
- 2 × WWF Intercontinental Champion

WWE Hall of Fame (2014)